# 勐腊核果茶
勐腊核果茶（学名：Pyrenaria menglaensis）为山茶科核果茶属下的一个种。

## 扩展阅读
- 維基物種上的相關：勐腊核果茶